# Луций Елий Ламия (консул 3 г.)
Вижте пояснителната страница за други личности с името Луций Елий Ламия.
Луций Елий Ламия (на латински: Lucius Aelius Lamia; † 33 г.) e политик и сенатор на ранната Римска империя.

## Биография
Той произлиза от клон Ламия (Lamiae) на фамилията Елии, които са знатна и богата фамилия на конници и по времето на Август са приети в патрициианското съсловие. Баща му Луций Елий Ламия e през 42 пр.н.е. претор.
Ламия започва кариерата си вероятно като Tresvir aere argento auro flando feriundo (магистър на Монетния двор) и става претор. През 3 г. e консул заедно с Марк Сервилий. След това е легат от 4 до 6 г. в Германия и 6 – 8 г. в Панония. От 10/11 г. e командир на войска при главнокомандващ Тиберий. След това е два пъти управител и през 15/16 г. отива като проконсул в Африка. През 21 г. е назначен за управител на Сирия, но Тиберий му забранява да посети провинцията. През 32 г. Ламия става градски префект и умира следващата година. Ламия е член на колегията Quindecimviri sacris faciundis.
Ламия е приятел с поета Хораций. Той е баща на Луций Елий Ламия Плавций Елиан (консул 80 г.), Марк Плавций Силван Елиан и на Тиберий Плавций Силван Елиан  (суфектконсул 45 и 74 г.), който е осиновен от Марк Плавций Силван (консул 2 пр.н.е.) и става осиновен брат на Плавция Ургуланила, първата съпруга на император Клавдий.
Той е свекър на Домиция Лонгина, която е омъжена за син му Луций, но Домициан се жени за нея.